# Економіка Перу

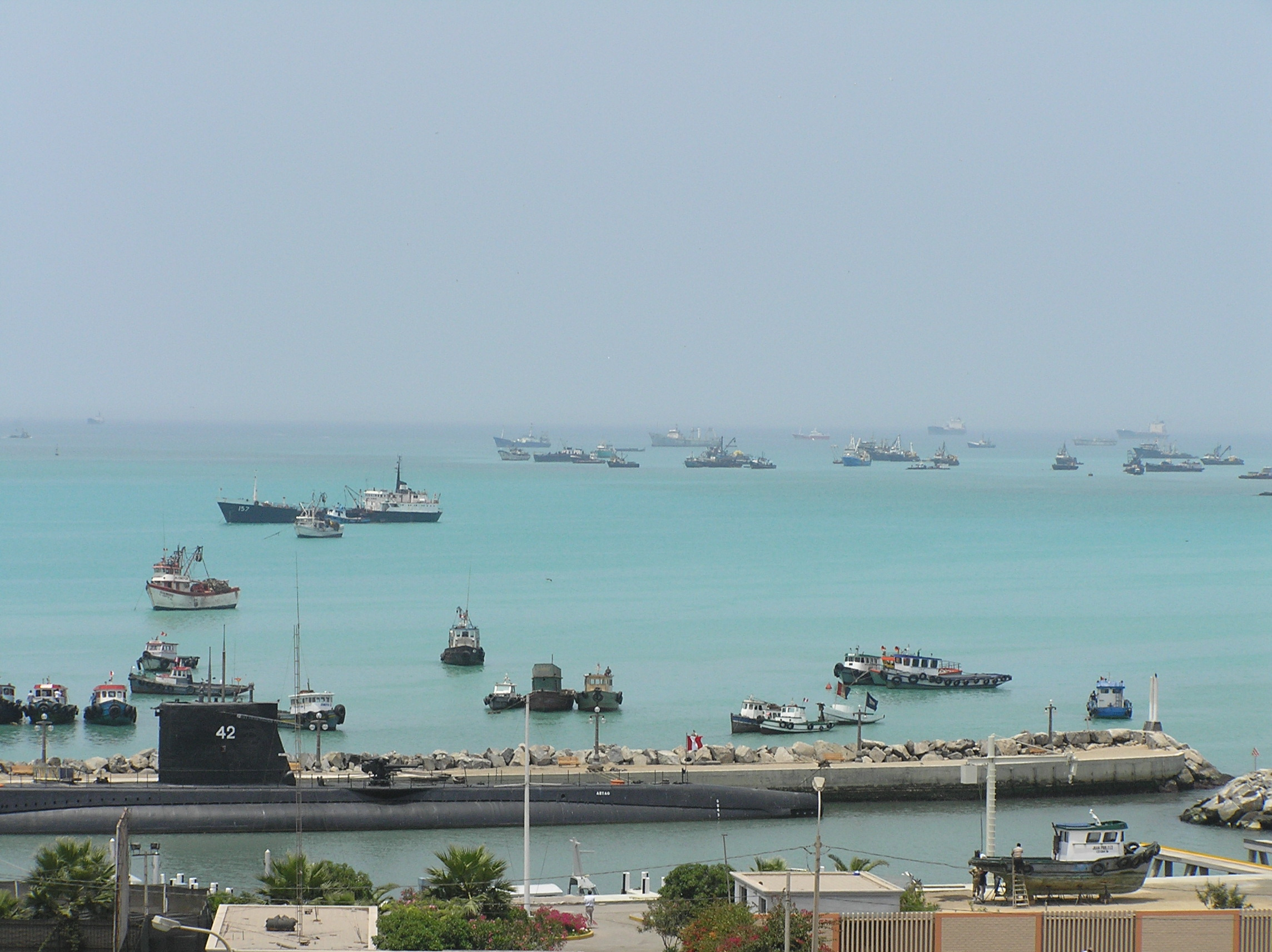
Порт Кальяо

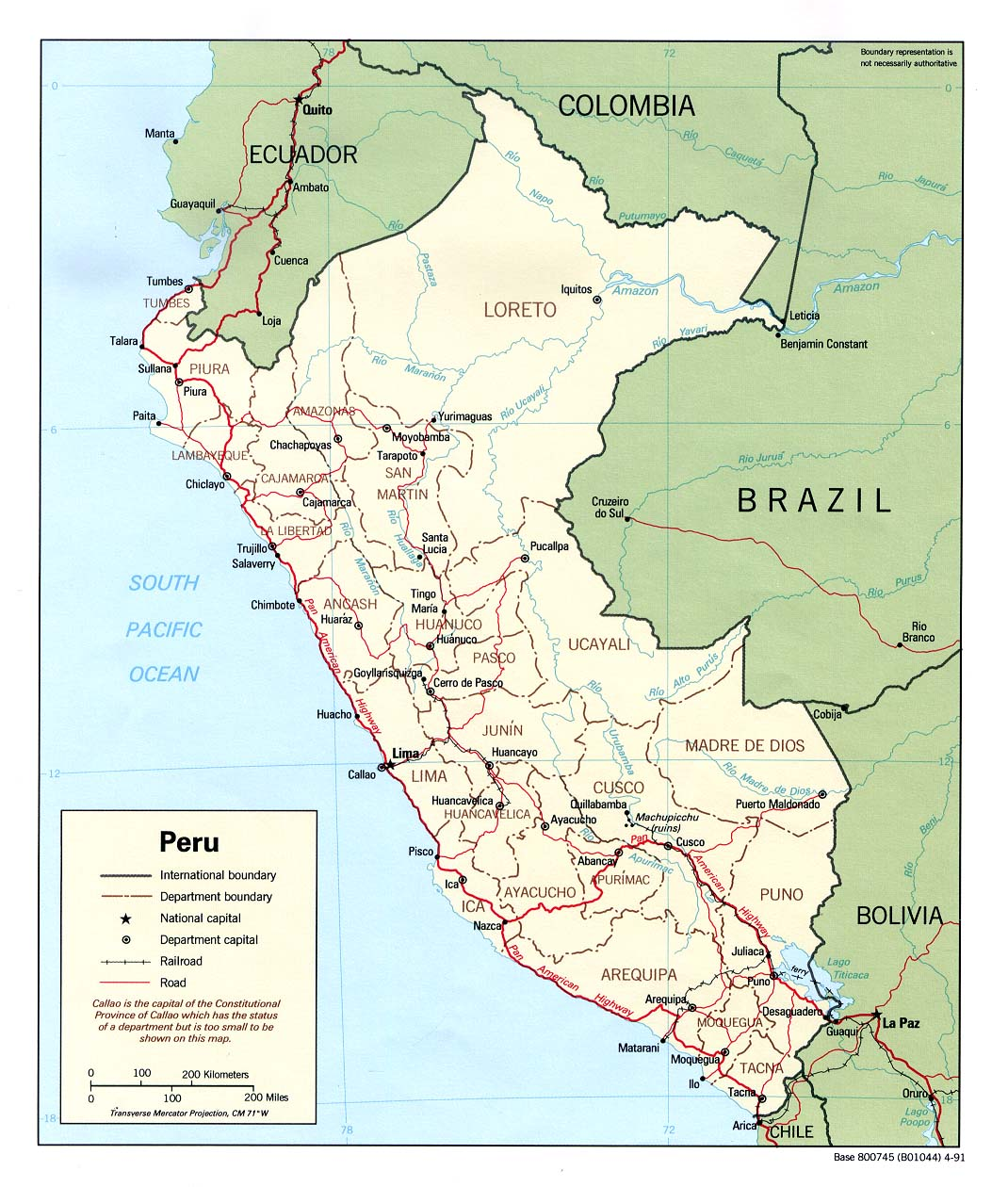
Політична карта Перу

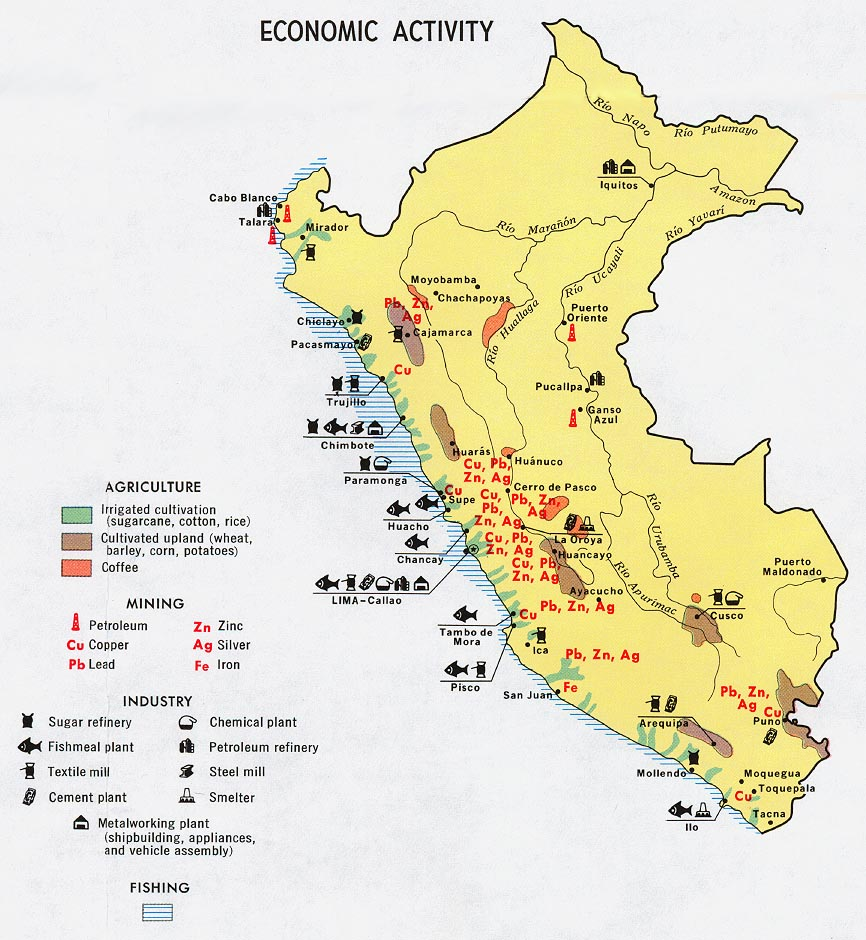
Економічна активність Перу

Перу — аграрно-промислова країна. 

## Загальна характеристика
Основні галузі промисловості: гірничорудна, нафтова, рибна, текстильна та легка промисловість, харчова, цементна, металургійна, кораблебудування. Транспорт — автомобільний, залізничний, морський, трубопровідний. Загальна протяжність магістральних нафтопроводів бл. 900 км. Найбільші морські порти — Сан-Ніколас, Кальяо, Талара, Чимботе, Салаверрі, Піско. Внутрішні і міжнародні авіалінії обслуговують всі області республіки і забезпечують зв'язок з іншими латиноамериканськими країнами і з Сполученими Штатами Америки. У Перу функціонують три міжнародних аеропорти.
За даними [Index of Economic Freedom, The Heritage Foundation, U.S.A. 2001]: ВВП — $ 64,7 млрд. Темп зростання ВВП — 0,3 %. ВВП на душу населення — $2611. Прямі закордонні інвестиції — $ 1,5 млрд. Імпорт (харчові продукти, передусім пшениця і рис, промислове обладнання, хімікати і автомобілі) — $ 10,8 млрд. (г.ч. США — 26,0 %; Чилі — 4,5 %; Бразилія — 3,4 %). Експорт (нафта, мідь, цинк, рибне борошно, золото, свинець, кава і срібло; мінеральна сировина становить 52 % експорту) — $ 8,6 млрд. (г.ч. США — 32,0 %; Китай та Німеччина — по 4,0 %; Японія −3,8 %).
У територіальній структурі економіки Перу виразно виражено розподіл на гірську область (Сьєрру), населення якої, переважно індіанці, практикує натуральне сільське господарство, і прибережну область (Косту), де переважають великі господарства на зрошуваних землях і де зосереджена легка промисловість і базуються рибні промисли. Рудники, що з 16 ст. становили основу економіки країни, знаходяться в Сьєррі, однак на них зайнята відносно невелика частина населення, а їх продукція прямує в основному в Ліму або вивозиться в інші країни. Промислове виробництво концентрується в Лімі і примикаючому до неї портовому місті Кальяо. У 1990-х роках, після десятирічного економічного спаду в країні розпочато здійснення реформ, направлених на лібералізацію економіки.
ВВП і прибуток на душу населення досягали високого рівня в 1981, однак істотно знизилися в роки економічного спаду, викликаного цілим рядом причин — посуха, падіння експорту і надходжень від податків, зростаючий бюджетний дефіцит, витік капіталу, гіперінфляція і зростаюче безробіття. Після 1990 реформи сприяли помітному оздоровленню економіки, що відбилося в статистичних показниках; зростання виробництва становило 11-12 % (1994), інфляція була практично зупинена, збільшився притік іноземних інвестицій. З іншого боку, безробіття і неповна зайнятість залишилися як і раніше високими, зубожіння населення продовжилося, а реальний прибуток на душу населення у більшості перуанців продовжує знижуватися. Економічний підйом виявився головним чином в гірничодобувній промисловості, тоді як частка ВВП, що припадала на сектор обробної промисловості, повернулася на рівень 1970 (21 %), а частка, що припадає на сільське господарство за 25-літній період, знизилася з 19 % до 13,2 %.
Частка національного прибутку, що припадає на сектор обробної промисловості, зросла з 20 % в 1970 до 28 % в 1981. Після 1981 роль цього сектора поменшала по відношенню до гірничодобувної промисловості, будівництва і сектора послуг, склавши в 1992 21,4 % ВВП. До 1994 на частку обробної промисловості припадало 42 % ВВП.

## Сільське господарство
Близько 30 % земель Перу, що обробляються (Екорегіони Перу), знаходяться в Кості, 60 % — в Сьєррі, інші 10 % — в Сельві. Хоч в сільському господарстві зайняті 40 % економічно активного населення, сільськогосподарське виробництво дає тільки 13,2 % ВВП.
18 листопада 2014 року відбувся запуск проєкту «Олмос», багатоцільової гідроелектростанції та греблі на 4000 ГВтч електроенергії задля перекачки воду з річка Уанкабамба на захід від Кахамарки в Ламбаєку, у бік Лас Пампас, район Олмос, (річка Олмос), що дозволить зрошувати додатково понад 100 000 гектарів сільськогосподарських угідь.
Основні сільськогосподарські культури прибережних областей — рис, бавовник і цукрова тростина. Тут же вирощуються кукурудза, тютюн і фрукти. У горах основними культурами є картопля, кукурудза, ячмінь, кассава (маніок) і ямс, а в долинах і в нижній частині східних схилів Анд — кава, боби, какао, чай і кок. Плантації Перу дають дві третини світової продукції кокаїну, а річний прибуток від кокаїнового бізнесу становить від 600 до 800 млн дол. Біля п'ятої частини земель зайнято під пасовища, однак виробництво м'ясомолочних продуктів не задовольняє потреби населення. Значну роль у гірських районах відіграє тваринництво, причому основне господарське значення має вівчарство. Перу експортує вовну, шкіру і шкури тварин. Так як лісами покрито близько 2/3 території країни (на східних схилах Анд і в басейні Амазонки), то лісопродукти — важлива складова господарства (каучук, хінін і лікарські рослини, експортне значення має червоне дерево). Розвинене рибальство.

## Енергетика
Виробництво електроенергії забезпечується головним чином ТЕС, працюючими на нафті, і ГЕС, але її недостатньо для задоволення внутрішніх потреб. Близько 74 % потреб в енергії задовольняється за рахунок нафти і природного газу, 13 % — за рахунок деревного палива, 7 % — ГЕС, 4 % — за рахунок відходів виробництва цукру з тростини і 2 % — за рахунок кам'яного вугілля; останній є єдиним виглядом палива, який країна вимушена імпортувати. Виробництво електроенергії — 14,8 млрд кВт·год (1991).

## Гірничодобувна промисловість
У структурі ВВП на частку гірн. промисловості припадає бл. 8-9 %. У кінці XX ст. (1998) обсяг виробництва мінерально-сировинного сектора економіки Перу становив 3,3 млрд дол./рік і мав позитивну динаміку. Обсяг експорту мінеральної сировини і продукції гірничо-металургійної промисловості за 1998 р. становив 2,7 млрд дол. або 47 % від загального.
Перу володіє великими запасами корисних копалин. Найважливішими з них є цинк, золото, мідь, свинець і срібло. На півночі в прибережній частині добувається нафта. На сході країни розвідано великі запаси природного газу.

## Обробна промисловість
Частка обробної промисловості становить приблизно 40 % ВВП. У промисловості зайнято лише 18 % самодіяльного населення країни. В країні нараховується 5,2 тис. підприємств, 2/3 яких зайнято виробництвом товарів для внутрішнього споживання.
Основними галузями є текстильна, харчова, металообробна та машинозбиральна.
В останні роки, розвивається промислове сільське господарство, виготовляється текстиль, розкішні катера, промислове обладнання та програмне забезпечення.
Поступово розвивається машинобудування. Провідні фірми в автоскладальній промисловості — «Крайслер Перу», «Мотор Перу», «Тойота дель Перу», «Нісан мотор дель Перу».
Підприємства обробної промисловості розташовуються, як правило, у прибережних містах. Близько 80 % продукції галузі виробляється на підприємствах району Ліма-Каньяло.